# Kronogård
Kronogård este o arie protejată (arie specială de conservare — SAC, sit de importanță comunitară — SCI) din Suedia întinsă pe o suprafață de 5.148,5 ha, integral pe uscat.

## Localizare
Centrul sitului Kronogård este situat la coordonatele 66°16′14″N 19°42′01″E / 66.2705°N 19.7003°E.

## Înființare
Situl Kronogård a fost declarat sit de importanță comunitară în decembrie 1995 pentru a proteja un număr necunoscut de specii din flora spontană și fauna sălbatică aflate în arealul zonei. Situl a fost protejat și ca arie specială de conservare în decembrie 2009.

## Biodiversitate
Situată în ecoregiunea boreală, aria protejată conține 11 habitate naturale: Ape oligotrofe din câmpii nisipoase, cu un conținut foarte redus de minerale (Littorelletalia uniflorae), Mlaștini împădurite, Taiga vestică, Turbării Aapa, Lacuri și iazuri distrofice naturale, Cursuri de apă de la nivel de câmpie la nivel montan, cu vegetație Ranunculion fluitantis și Callitricho-Batrachion, Păduri de conifere pe eskere fluvioglaciare sau legate la acestea, Mlaștini alcaline, Păduri caducifoliate de mlaștină fino-scandinave, Izvoare fino-scandinave și mlaștini produse de izvoare bogate în minerale, Mlaștini turboase de tranziție și turbării mișcătoare.
La baza desemnării sitului se află un număr nedeclarat de specii protejate.